# Sarach Yooyen
Sarach Yooyen (Thai: สารัช อยู่เย็น; * 30. Mai 1992 in Samut Prakan), auch als Tang (Thai: ตัง) bekannt, ist ein thailändischer Fußballspieler.

## Karriere

### Verein
Das Fußballspielen erlernte Sarach Yooyen auf dem Assumption College Thonburi und bei der Jugendabteilung von Muangthong United. Seinen ersten und bislang einzigen Vertrag unterschrieb er 2010 bei Muangthong United. 2011 wurde er an den damiligen Zweitligisten Phuket FC, einem Verein, der auf der Insel Phuket beheimatet ist, ausgeliehen. Die nächste Ausleihe erfolgte 2013. Hier spielte er eine Saison für den Zweitligisten Nakhon Ratchasima FC. 2014 kehrte er zu Muangthong zurück. Nach 162 Spielen für Muangthong verließ er Mitte 2020 den Verein. Der Erstligaaufsteiger BG Pathum United FC aus Pathum Thani nahm ihn ab 2020 unter Vertrag. Nach einer überragenden Saison 2020/21 wurde BG am 24. Spieltag mit 19 Punkten Vorsprung thailändischer Fußballmeister. Am 1. September 2021 gewann er mit BG den Thailand Champions Cup. Das Spiel gegen den FA-Cup-Gewinner Chiangrai United im 700th Anniversary Stadium in Chiangmai gewann man mit 1:0. Am Ende der Saison 2021/22 feierte er mit BG die Vizemeisterschaft. Am 6. August 2022 gewann er mit BG zum zweiten Mal den Thailand Champions Cup. Das Spiel gegen Buriram United im 80th Birthday Stadium in Nakhon Ratchasima gewann man mit 3:2. Am 20. Mai 2023 stand BG das Endspiel des Thai League Cup. Das Finale wurde gegen Buriram United mit 2:0 verloren. Am 16. Juni 2024 stand er mit BG im Finale des Thai League Cup. Hier gewann man durch ein Tor von Teerasil Dangda gegen Muangthong United mit 1:0. Im Juli 2024 wechselte er auf Leihbasis zum japanischen Zweitligisten Renofa Yamaguchi FC. Bis zum Saisonende kam er dort auf drei Liga- sowie zwei Pokalspiele und kehrte im November nach Thailand zurück.

### Nationalmannschaft
Von 2007 bis 2008 trug er 18 Mal das Trikot der U-17 Nationalmannschaft. In der U-19 Nationalmannschaft lief er von 2009 bis 2010 15 Mal auf. Ebenfalls 15 Mal trug er das Trikot der U-23 Nationalmannschaft. Seit 2013 spielte er 83 Mal für die thailändische A-Nationalmannschaft und schoss dabei sechs Treffer. Einer davon fiel im Finale der Südostasienmeisterschaft 2021 gegen Indonesien. Ein Jahr später stand er erneut im Endspiel der Südostasienmeisterschaft. Hier konnte man sich in den beiden Endspielen gegen Vietnam mit insgesamt 3:2 durchsetzen.

## Erfolge

### Verein
Muangthong United
- Thailändischer Meister: 2015, 2016
- Thailändischer Ligapokalsieger: 2016, 2017
- Thailändischer Supercup-Sieger: 2017
- Mekong Club Championship: 2016

BG Pathum United FC
- Thailändischer Meister: 2020/21
- Thailändischer Vizemeister: 2021/22
- Thailändischer Supercup-Sieger: 2021, 2022
- Thailändischer Ligapokalsieger: 2023/24
- Thailändischer Ligapokalfinalist: 2022/23

### Nationalmannschaft
Thailand U-16
- AFF U-16 Youth Championship: 2007

Thailand U-19
- AFF U-19 Youth Championship: 2009

Thailand U-23
- Sea Games: 2015
- BIDC Cup (Kambodscha): 2013

Thailand
- King’s Cup: 2016
- Südostasienmeisterschaft: 2014, 2016, 2021, 2022

## Auszeichnungen
Thai Premier League Division 1
- Mittelfeldspieler des Jahres: 2013